# اضطراب مكتسب
يُعد الاضطراب المُكتسب حالة طبية تتطور خلال مرحلة ما بعد ولادة الجنين؛ على خلاف العيب الخِلْقِي الذي يكون موجودًا عند الولادة. وقد يكون العيب الخِلْقِي سابقًا للإصابة باضطراب مُكتسب مثل (متلازمة ايزنمنغر).
كما يمكن استخدام مصطلح مُكتسب لوصف تعديلات أو معدات دائمة أو مؤقتة (مثل التحويلة) التي قدمها أو ابتكرها خبير طبي خلال تَلْطيف حالة طبية وتسكينها أو علاجها.